# Crinitzberg

Położenie miejscowości na mapie powiatu Zwickau

Crinitzberg − miejscowość i gmina w Niemczech, w kraju związkowym Saksonia, w okręgu administracyjnym Chemnitz, w powiecie Zwickau, wchodzi w skład wspólnoty administracyjnej Kirchberg.

## Współpraca
Miejscowości partnerskie:
- Alsbach-Hähnlein, Hesja
- Modautal, Hesja